# Thomas Allcock
Pour les articles homonymes, voir Allcock.
Thomas Allcock (né le 27 janvier 1815 à Birmingham en Angleterre, et décédé le 27 décembre 1891 à New York, État de New York) est un brigadier-général de l'Union. Il est enterré  à Ossining dans l'État du New York.

## Guerre de Sécession
Thomas Allcock s'engage le 14 novembre 1861 en tant que commandant. Il est promu lieutenant-colonel le 23 mai 1863, puis colonel le 13 mai 1865 pour sa participation à la première bataille de Ream's Station. Il commande alors le 4th New York Volunteer Heavy Artillery regiment.
Il est promu à la même date brigadier-général pour sa participation à la campagne contre Richmond et au siège de Petersburg en Virginie.

## Après la guerre de Sécession
Il a été membre de la commission militaire qui a condamné le capitaine confédéré Henry Wirz, commandant du camp Sumter près d'Andersonville, pour crime de guerre.